# Тейлор, Пол
Пол Тейлор (англ. Paul Taylor, 1930—2018) — артист балета и балетмейстер, наряду с Тришей Браун наиболее признанный американский представитель танца модерн и театрального постмодернизма. Создатель и руководитель танцевальной труппы «Paul Taylor Dance Company».

## Биография
Пол Тейлор (полное имя Пол Белвил Тейлор-младший) родился в Уилкинсберге, городке к востоку от Питтсбурга. Учился на художника в Сиракузском университете, увлекался плаванием. Балетом заинтересовался лишь к 22 годам, в возрасте, который для классического балета считается критическим: в этом возрасте танцор показывает или не показывает результат предыдущего многолетнего обучения. Однако в случае с Тейлором это не помешало быстрому становлению его новой карьеры.
Тейлор перевёлся в Джульярдскую школу и в 1953 году получил степень бакалавра наук на курсе Марты Хилл. В 1954 году он работал под руководством Мерса Каннингема, а с 1955 по 1962 годы был солистом труппы Марты Грэхем. В 1954 же он собрал группу единомышленников в танцевальную труппу своего имени «Paul Taylor Dance Company», которая со всё большим успехом выступала в США, а затем и за рубежом.
Стиль танца модерн, в котором работал Пол Тейлор, в среде профессионалов так и назвали — «стиль Тейлора». Среди характерных черт: серии прыжков без всякой подготовки, резкие смены темпоритма, переходы от очень медленного к стремительному. Самые известные постановки как хореографа: четырёхминутная миниатюра «Duet» (1957), «Three Epitaphs» (1956), «Aureole» (1962), «Orbs» (1966), «The Book of Beasts» (1971), «Airs» (1978).
Скончался 29 августа 2018 года в Нью-Йорке.

## Награды
- Кавалер Ордена Искусств и литературы (1969)
- Премия Сэмюэла Скриппса[англ.] — Американского фестиваля танца (1983)
- Стипендия Мак-Артура (1985)
- Премия центра Кеннеди (1992)
- Национальная медаль США в области искусств (1993)